# Podsavezna nogometna liga NP Karlovac 1964./65.
| Mj. | Klub                         | Sus. | Pobj. | Ner. | Por. | GR. | Bod. |
| --- | ---------------------------- | ---- | ----- | ---- | ---- | --- | ---- |
| 1.  | NK Tehničar Karlovac         |      |       |      |      |     |      |
| 2.  | NK Zadrugar Mostanje         |      |       |      |      |     |      |
| 3.  | NK Vatrogasac Gornje Mekušje |      |       |      |      |     |      |
| 4.  | NK Kupa Donje Mekušje        |      |       |      |      |     |      |
| 5.  | NK Jedinstvo Šišljavić       |      |       |      |      |     |      |
| 6.  | NK Jela Vrbovsko             |      |       |      |      |     |      |
| 7.  | NK Petrova gora Vojnić       |      |       |      |      |     |      |
| 8.  | NK Omladinac Draganić        |      |       |      |      |     |      |
| 9.  | NK Mrežnica Zvečaj           |      |       |      |      |     |      |
| 10. | NK Mladost Rečica            |      |       |      |      |     |      |

## Unutarnje poveznice
- Međupodsavezna liga – Zapad 1964./65.